# Chalcostephia flavifrons
Chalcostephia flavifrons är en trollsländeart. Chalcostephia flavifrons ingår i släktet Chalcostephia och familjen segeltrollsländor. IUCN kategoriserar arten globalt som livskraftig.

## Underarter
Arten delas in i följande underarter:
- C. f. flavifrons
- C. f. spinifera